# Наканосима
Наканосима (яп. 中ノ島) — остров в группе островов Оки в Японском море.
Площадь острова составляет 32,21 км², население на 2013 год составляет около 2400 человек проживающих в следующих населённых пунктах: Ама, Хиси, Хинодзу, Саки, Тити, Накадзато и Тойода. Большая часть острова находится в границах национального парка Дайсен-Оки. Наивысшая точка — 164 метра над уровнем моря.

## История
Острова Оки были заселены с эпохи японского палеолита, и археологами были обнаружены многочисленные артефакты периодов Дзёмон, Яёй и Кофун.
Острова Оки, включая Наканосиму, упоминаются в двух самых древних японских текстах, Кодзики и Нихон Сёки.
В период Нара в 700-х годах острова использовались как места ссылки. В конце VIII века, в 794 году, учёный Ононо Такамура был отправлен в ссылку на Наканосиму. Император Го-Тоба умер в изгнании на острове в 1239 году.
После реставрации Мэйдзи острова Оки в 1871 году стали частью префектуры Тоттори, но затем в 1881 году были переданы префектуре Симане.